# Declaration of Dependence
Declaration of Dependence è il terzo album ufficiale del duo norvegese Kings of Convenience.
Le registrazioni dell'album sono iniziate nel marzo 2007 sulla costa pacifica del Messico e continuate al Grieghallen Studio di Bergen, all'Esagono Studio di Rubiera (Reggio Emilia) e nell'appartamento di Erlend.
L'album è uscito il 25 settembre 2009, ben 5 anni dopo il precedente e fortunato Riot on an Empty Street.

## Tracce
1. 24-25 – 3:38 (Erlend Øye, Eirik Glambek Boe)
2. Mrs. Cold – 3:07 (Erlend Øye, Eirik Glambek Boe)
3. Me in You – 3:09 (Erlend Øye, Eirik Glambek Boe)
4. Boat Behind – 3:41 (Erlend Øye, Eirik Glambek Boe)
5. Rule My World – 3:32 (Erlend Øye, Eirik Glambek Boe)
6. My Ship Isn't Pretty – 3:47 (Eirik Glambek Boe, Erlend Øye)
7. Renegade – 4:16 (Erlend Øye, Eirik Glambek Boe)
8. Power of Not Knowing – 2:23 (Erlend Øye)
9. Peacetime Resistance – 2:54 (Erlend Øye, Eirik Glambek Boe)
10. Freedom and its Owner – 3:23 (Eirik Glambek Boe, Erlend Øye)
11. Riot on an Empty Street – 4:06 (Eirik Glambek Boe, Erlend Øye)
12. Second to Numb – 3:37 (Erlend Øye, Eirik Glambek Boe)
13. Scars on Land – 3:52 (Eirik Glambek Boe, Erlend Øye)

## Formazione
- Erlend Øye - chitarra acustica con corde di metallo, pianoforte, seconda voce, falsetto
- Eirik Glambek Bøe - voce principale, chitarra acustica con corde di nylon, pianoforte
- Davide Bertolini - basso e contrabbasso
- Tobias Hett - viola